# 2024년 하계 올림픽 소말리아 선수단
소말리아는 2024년 7월 26일부터 8월 11일까지 파리에서 열리는 2024년 하계 올림픽에 참가했다. 국가 데뷔 이후 1972년, 세 차례(콩고 주도의 보이콧으로 인한 1976년, 미국 주도의 보이콧으로 인한 1980년, 정치적인 이유로 1992년)를 제외하고 출전했다. 이번 하계 올림픽은 소말리아의 11번째 출전이 된다.

## 출전 선수
| 종목 | 남자 | 여자 | 전체 |
| ---- | ---- | ---- | ---- |
| 육상 | 1    | 0    | 1    |
| 전체 | 1    | 0    | 1    |

## 매달 집계
| 종목 | 1 | 2 | 3 | 합계 |
| 종목 | ' | ' | ' | '    |
| 종목 | ' | ' | ' | '    |
| 종목 | ' | ' | ' | '    |
| 합계 | ' | ' | ' | '    |

## 같이 보기
- 2024년 하계 올림픽